# خوان کارلوس پانیاگوا
خوان کارلوس پانیاگوا (انگلیسی: Juan Carlos Paniagua؛ زادهٔ ۲۰ مارس ۱۹۶۶) بازیکن فوتبال اهل اسپانیا است.
از باشگاه‌هایی که در آن بازی کرده‌است می‌توان به باشگاه فوتبال لوانته اشاره کرد.